# Richmond (Victoria)
 (janvier 2014).
Si vous disposez d'ouvrages ou d'articles de référence ou si vous connaissez des sites web de qualité traitant du thème abordé ici, merci de compléter l'article en donnant les références utiles à sa vérifiabilité et en les liant à la section « Notes et références ».
Pour les articles homonymes, voir Richmond.

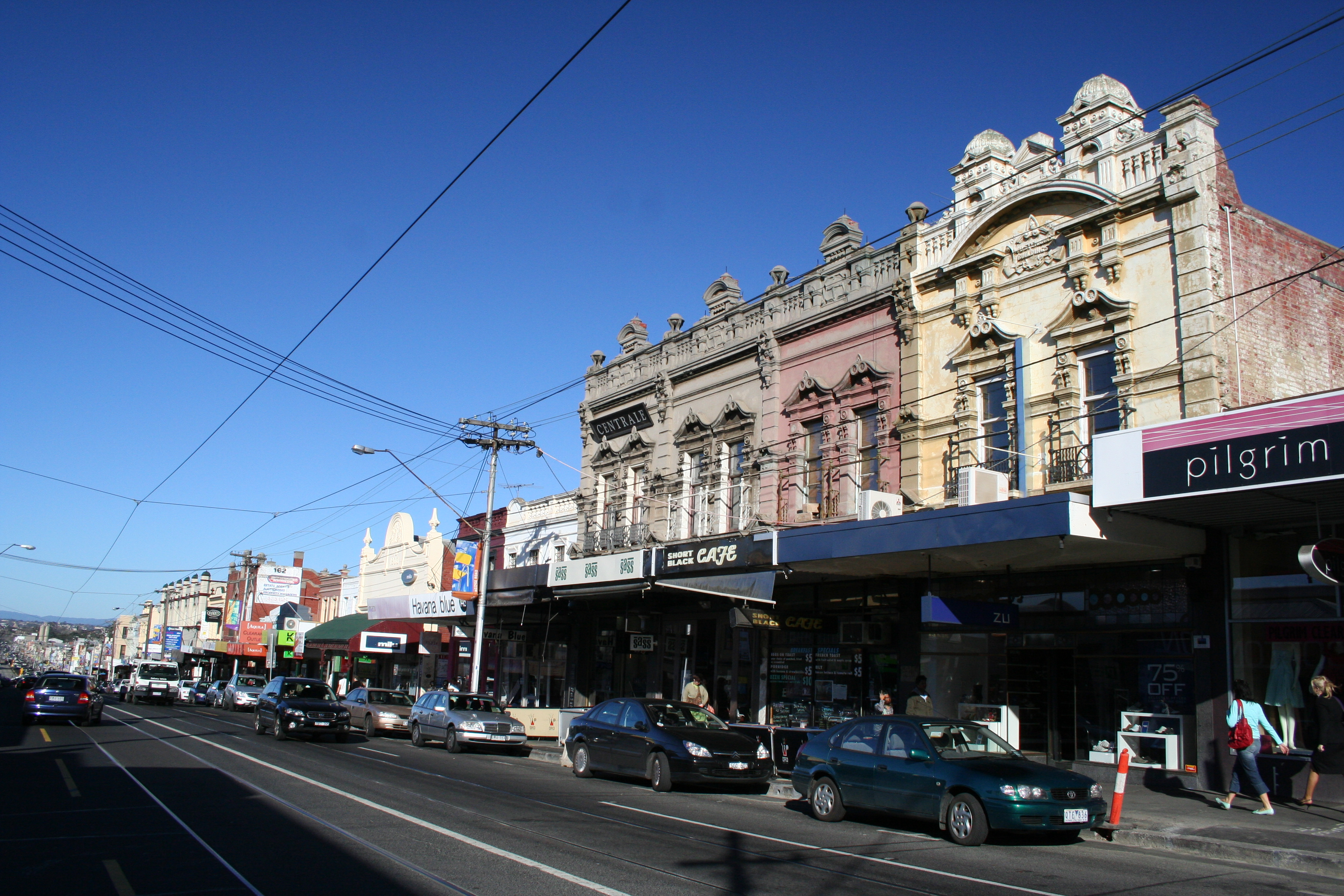
Bridge Road

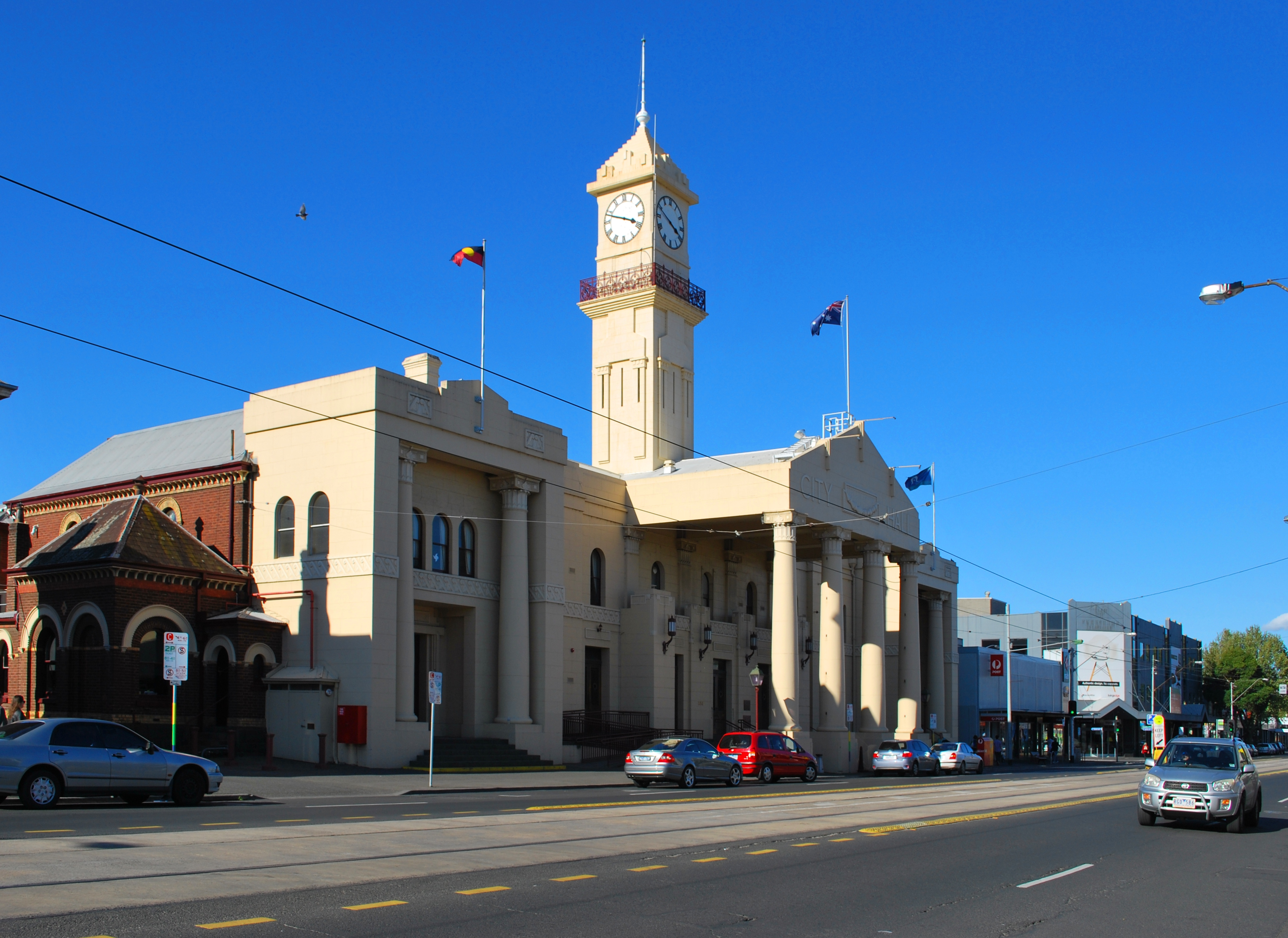
Richmond Town Hall

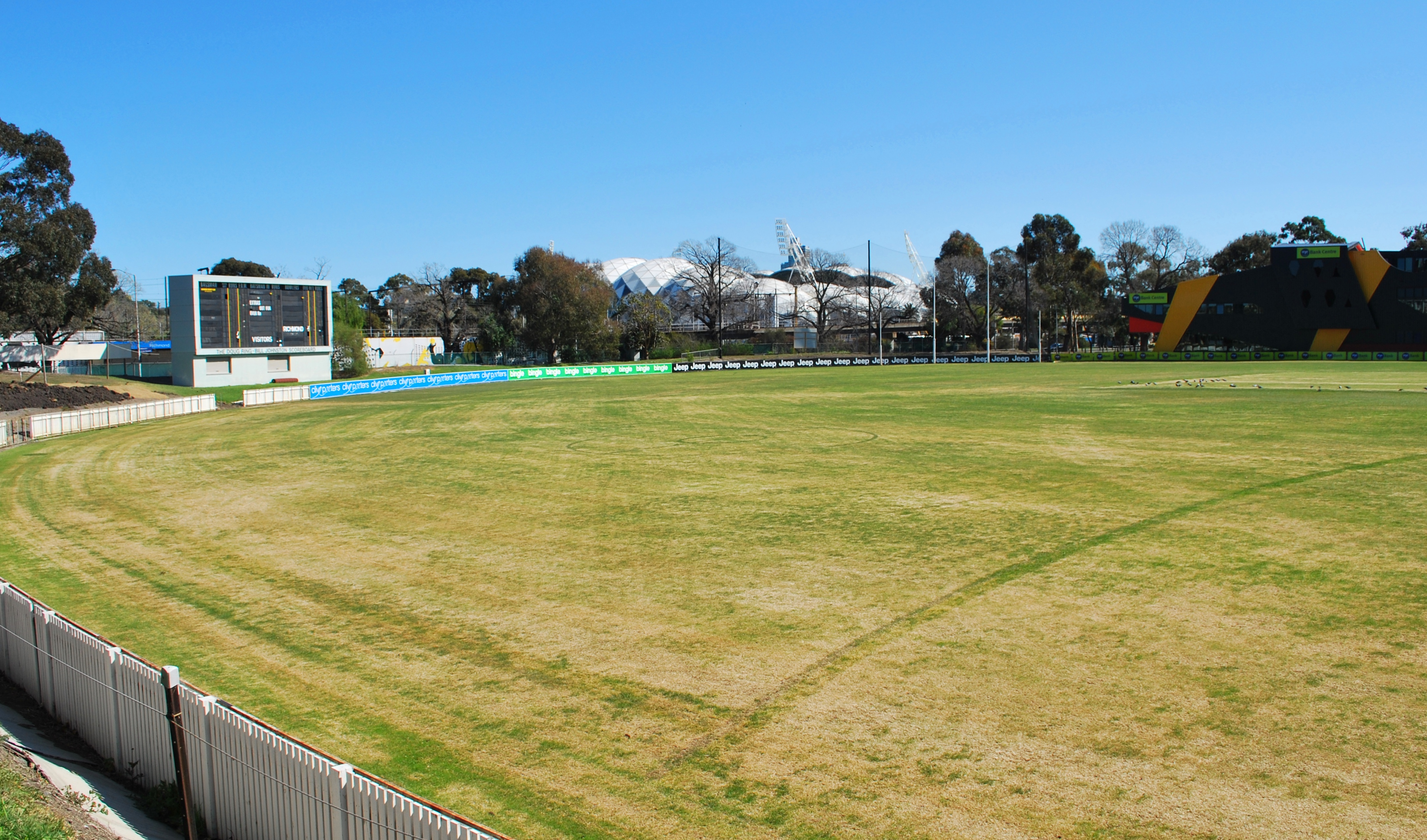
Pount Road Oval, terrain d'entrainement des Richmond Tigers

Richmond est une banlieue de Melbourne situé à 3 kilomètres au sud-est du quartier central des affaires. Au recensement de 2011, Richmond avait une population de 26 121 habitants et une superficie de 3,8 km2. Elle fait partie de la ville de Yarra. 

## Description
Trois des 82 centres d'activités principaux désignés et identifiés dans la Stratégie métropolitaine Melbourne 2030 sont situés sur les bandes commerciales de Richmond : Victoria Street, Bridge Road et Swan Street. 
La banlieue diversifié a fait l'objet de la gentrification depuis le début des années 1990 et contient maintenant un mélange éclectique de résidences chers convertis d'entrepôts, logements sociaux de grande hauteur et maisons mitoyennes de l'ère victorienne. 

## Patrimoine
- Église Saint-Ignace.